# Particularismo moral
O particularismo moral é um ponto de vista ético que não aceita princípios morais, sendo o juízo moral decidido para casos particulares, sejam eles reais ou imaginários. Esta posição é contrária a outras importantes teorias morais, como a ética deontológica e o utilitarismo. No primeiro caso as pessoas obedecem a um conjunto de deveres norteados pelo imperativo categórico. Ao passo que o utilitarismo vai ao encontro da felicidade e preferência das pessoas. A oposição ao particularismo moral, o generalismo ético, defende que a racionalidade do pensamento moral e julgamento depende de um fornecimento adequado de princípios morais.
No particularismo moral, principalmente naquele que é defendido por Jonathan Dancy, não há grandes princípios a nortear o juízo moral a aplicar aos casos concretos que possam ser aplicáveis a cada caso. A regra de ouro: “não faças aos outros aquilo que não queres que te façam a ti”, é aquele tipo de soluções que se estabelecem por analogia. Não negando de todo a existência de alguns princípios, é mais necessário um juízo que avalie caso a caso sem estar espartilhado em princípios.
O particularismo moral, na sua forma mais radical, é a alegação de que não existem princípios morais defensáveis. O pensamento moral não consiste na aplicação de princípios morais. A moral não deve ser concebida como uma questão de princípios, mas uma questão de casos. A racionalidade do pensamento e do julgamento moral em nada depende de princípios. 
R.M.Hare, conhecido pelo desenvolvimento do prescritivismo, como uma teoria meta-ética, acreditava que o cunho pessoal do discurso moral podia ser usado para mostrar que o raciocínio moral correcto orienta a maioria dos agentes para uma forma de utilitarismo. R.M.Hare sustenta que as regras éticas não devem ser baseadas no princípio da utilidade, embora tenha levado em conta considerações utilitaristas.